# Trichipteris compta
Trichipteris compta là một loài thực vật có mạch trong họ Cyatheaceae. Loài này được (Mart.) R.M. Tryon miêu tả khoa học đầu tiên năm 1970.